# Марина ди Палма
Марина ди Палма је насеље у Италији у округу Агриђенто, региону Сицилија.
Према процени из 2011. у насељу је живело 394 становника. Насеље се налази на надморској висини од 93 м.